# Ryan Fraser
Ryan Fraser (* 24. února 1994 Aberdeen) je skotský profesionální fotbalista, který hraje na pozici křídelníka za anglický klub Southampton FC, kde je na hostování z Newcastlu United, a za skotský národní tým.

## Reprezentační kariéra
Ryan Fraser nastupoval za skotské mládežnické reprezentace U19 a U21.
Do skotské reprezentace byl Fraser poprvé povolán v březnu 2017. Svůj reprezentační debut si odbyl v červnu 2017, a to při remíze 2:2 proti Anglii.

## Statistiky

### Klubové
K 8. únoru 2022
| Klub                 | Sezóna  | Liga           | Liga   | Liga | Národní pohár | Národní pohár | Ligový pohár | Ligový pohár | Celkem | Celkem |
| Klub                 | Sezóna  | Liga           | Zápasy | Góly | Zápasy        | Góly          | Zápasy       | Góly         | Zápasy | Góly   |
| -------------------- | ------- | -------------- | ------ | ---- | ------------- | ------------- | ------------ | ------------ | ------ | ------ |
| Aberdeen             | 2010/11 | Premiership    | 2      | 0    | 0             | 0             | 0            | 0            | 2      | 0      |
| Aberdeen             | 2011/12 | Premiership    | 3      | 0    | 0             | 0             | 0            | 0            | 3      | 0      |
| Aberdeen             | 2012/13 | Premiership    | 16     | 0    | 0             | 0             | 2            | 0            | 18     | 0      |
| Aberdeen             | Celkem  | Celkem         | 21     | 0    | 0             | 0             | 2            | 0            | 23     | 0      |
| AFC Bournemouth      | 2012/13 | League One     | 5      | 0    | 0             | 0             | 0            | 0            | 5      | 0      |
| AFC Bournemouth      | 2013/14 | Championship   | 37     | 3    | 2             | 1             | 2            | 0            | 41     | 4      |
| AFC Bournemouth      | 2014/15 | Championship   | 21     | 1    | 2             | 1             | 4            | 0            | 27     | 2      |
| AFC Bournemouth      | 2016/17 | Premier League | 28     | 3    | 0             | 0             | 1            | 0            | 29     | 3      |
| AFC Bournemouth      | 2017/18 | Premier League | 26     | 5    | 2             | 0             | 4            | 1            | 32     | 6      |
| AFC Bournemouth      | 2018/19 | Premier League | 38     | 7    | 1             | 0             | 3            | 1            | 42     | 8      |
| AFC Bournemouth      | 2019/20 | Premier League | 28     | 1    | 2             | 0             | 2            | 0            | 32     | 1      |
| AFC Bournemouth      | Celkem  | Celkem         | 183    | 20   | 9             | 2             | 16           | 2            | 208    | 24     |
| Ipswich Town (host.) | 2015/16 | Championship   | 18     | 4    | 1             | 1             | 2            | 1            | 21     | 6      |
| Newcastle United     | 2020/21 | Premier League | 18     | 0    | 0             | 0             | 4            | 1            | 22     | 1      |
| Newcastle United     | 2021/22 | Premier League | 17     | 1    | 1             | 0             | 1            | 0            | 19     | 1      |
| Newcastle United     | Celkem  | Celkem         | 35     | 1    | 1             | 0             | 5            | 1            | 41     | 2      |
| Celkem               | Celkem  | Celkem         | 257    | 25   | 11            | 3             | 25           | 4            | 293    | 32     |

### Reprezentační
K 12. říjnu 2021
| Skotsko | Skotsko | Skotsko |
| Rok     | Zápasy  | Góly    |
| ------- | ------- | ------- |
| 2017    | 2       | 0       |
| 2018    | 4       | 1       |
| 2019    | 5       | 0       |
| 2020    | 3       | 1       |
| 2021    | 8       | 2       |
| Celkem  | 22      | 4       |

#### Reprezentační góly
Skóre a výsledky Skotska jsou vždy zapisovány jako první.
| Gól | Datum              | Místo                                | Soupeř          | Skóre | Výsledek | Soutěž                                |
| --- | ------------------ | ------------------------------------ | --------------- | ----- | -------- | ------------------------------------- |
| 1.  | 17. listopadu 2018 | Loro Boriçi Stadium, Skadar, Albánie | Albánie         | 1:0   | 4:0      | Liga národů UEFA 2018/19              |
| 2.  | 14. října 2020     | Hampden Park, Glasgow, Skotsko       | Česko           | 1:0   | 1:0      | Liga národů UEFA 2020/21              |
| 3.  | 28. března 2021    | Bloomfield Stadium, Tel Aviv, Izrael | Izrael          | 1:1   | 1:1      | Kvalifikace na Mistrovství světa 2022 |
| 4.  | 31. března 2021    | Hampden Park, Glasgow, Skotsko       | Faerské ostrovy | 4:0   | 4:0      | Kvalifikace na Mistrovství světa 2022 |